# Martin XB-33 Super Marauder
El Martin XB-33 fue un avión bombardero estadounidense de la Segunda Guerra Mundial. Fue diseñado por la Glenn L. Martin Company como Martin Model 190 y era un derivado de alta cota del B-26 Marauder de la compañía. Fueron desarrollados dos diseños diferentes, primero como un avión bimotor y luego como un avión de cuatro motores. La versión de cuatro motores fue ordenada por las Fuerzas Aéreas del Ejército de los Estados Unidos, pero el programa fue cancelado antes de que ningún avión fuese construido.

## Diseño y desarrollo

### XB-33
La primera versión del diseño del B-33, el XB-33, era un bombardero medio de cola doble con dos motores Wright R-3350 y compartimentos de la tripulación presurizados; su diseño comenzó en 1940. Llevaría alrededor de 1814 kg de bombas. Poco después de que comenzara el diseño del XB-33, se hizo evidente que un avión bimotor no alcanzaría las prestaciones solicitadas por el Ejército. La compañía pasó a desarrollar un diseño mayor de cuatro motores, pero los dos prototipos ordenado por las USAAF no fueron construidos.

### XB-33A
Tras el abandono del diseño original de dos motores, la compañía pasó a diseñar un avión mayor de cuatro motores, y las USAAF ordenaron dos prototipos como XB-33A; su carga de bombas debía ser de 5443 kg, tanto como la del B-24 Liberator, el bombardero estadounidense más pesado usado en combate antes del B-29.
El diseño original del XB-33 debía haber sido propulsado por el R-3350, el rediseñado XB-33A habría usado motores Wright R-2600. La razón principal de esto era la demanda de R-3350 para el B-29, uno de los proyectos más altamente valorados de las Fuerzas Aéreas del Ejército.
El 17 de enero de 1942, las USAAF emitieron una orden por 400 B-33A, a construir en la planta propiedad del gobierno en Omaha (Nebraska), operada por Martin. El 25 de noviembre de 1942, el proyecto fue cancelado para permitir que la planta de Omaha se concentrase en la fabricación de B-29.

## Variantes
Model 190
Designación interna de la compañía.
XB-33
Prototipo de bombardero medio propulsado por dos motores R-3350 de 1343 kW (1800 hp), dos cancelados.
XB-33A
Prototipo de bombardero pesado propulsado por cuatro motores R-2600-15 de 1343 kW (1800 hp), dos cancelados.
B-33A Super Marauder
Variante de producción del XB-33A, orden cancelada de 400 unidades.

## Especificaciones (XB-33A, según diseño)

### Características generales
- Tripulación: Siete
- Longitud: 24,3 m (79,7 ft)
- Envergadura: 40,8 m (133,9 ft)
- Altura: 7,3 m (24 ft)
- Superficie alar: 153 m² (1646,9 ft²)
- Peso vacío: 39 000 kg (85 956 lb)
- Peso cargado: 43 000 kg (94 772 lb)
- Planta motriz: 4× motor radial de 14 cilindros en dos filas refrigerado por aire Wright R-2600-15.
  - Potencia: 1300 kW (1792 HP; 1768 CV) cada uno.

### Rendimiento
- Velocidad máxima operativa (Vno): 555 km/h (345 MPH; 300 kt)
- Velocidad crucero (Vc): 389 km/h (242 MPH; 210 kt)
- Alcance: 3000 km (1620 nmi; 1864 mi)
- Techo de vuelo: 12 000 m (39 370 ft)
- Carga alar: 280 kg/m² (57,3 lb/ft²)
- Potencia/peso: 55 W/kg (0,076 hp/lb)

### Armamento
- Ametralladoras: 

  - 8x Browning M2 de 12,7 mm
- Bombas: 4500 kg

## Aeronaves relacionadas

### Desarrollos relacionados
- Martin B-26 Marauder

### Aeronaves similares
- Bomber B
- Junkers Ju 288
- Boeing B-29 Superfortress
- Consolidated B-32 Dominator
- Douglas XB-31
- Lockheed XB-30
- Avro Lancaster
- Tupolev Tu-4

### Secuencias de designación
- Secuencia Numérica (interna de Martin): ← 179 - 182 - 187 - 189 - 190 - 193 - 202 - 205 →
- Secuencia B-_ (Bombarderos del USAAC/USAAF/USAF, 1926-1962): ← B-30 - B-31 - B-32 - B-33 - B-34 - B-35 - B-36 →